# ادراک

تصاویر مبهم و خطای ادراک

ادراک یا یابش (به انگلیسی: Perception) فرایند آگاهی یافتن از اطلاعات (داده‌های) حسی و شناخت آن‌ها.
همچنین، ادراک، فرایندی است که هر کسی، با آن، پنداشت‌ها و برداشت‌هایی را که از پیرامون خود دارد، دسته‌بندی و شناسایی می‌کند و بدین روش، واند از رویدادهای دیدنی بسیار جدا و دور باشد. در بیشتر نمونه‌ها، مردم از یک چیز، برداشت‌های گوناگونی دارند. می‌توان گفت که رفتار مردم، به روش ادراک، پنداشت یا برداشت آن‌ها (و نه رویداد) بستگی دارد.

## عوامل مؤثر بر ادراک
برای شکل‌دادن و گاهی، ارائه تعریف از ادراک، عوامل متعددی دست اندر کار هستند. این عوامل، می‌توانند که در:
1. شخص ادراک‌کننده
2. موضوع مورد ادراک
3. محتوای موقعیت مورد بحث

وجود داشته باشند.
برخی از ویژگی‌های شخصی، مانند نگرش، انگیزش، علاقه، تجربه گذشته و انتظارهای شخص، بر نوع پنداشت یا ادراک او اثر می‌گذارند.

## تفاوت احساس و ادراک
احساس، را انتقال پیام عصبی به طرف کورتکس حسی، می‌نامیم. اما، ادراک، از ترکیب اطلاعات حسی با مکانیزم تفکر به‌وجود می‌آید. اگر اطلاعات حسی، به‌طور مستقیم، به عضلات و غدد منتقل شود، رفتار فرد، مبتنی بر حس خواهد بود که ادراک محسوب نمی‌شود. اما، اگر اطلاعات حسی، به مراکز عالی قشر مغز (کورتکس) انتقال یابد، ادراک به‌وجود می‌آید و رفتار فرد، تحت حاکمیت اطلاعات حسی و فرایندهای قشر خارجی مغز قرار می‌گیرد.
احساس و ادراک، از دیدگاه فیزیولوژیک، دو فرایند متفاوت هستند. یک تحرک حسی معین، می‌تواند که ادراک‌های کاملاً متفاوتی تولید کند و تحریک‌های حسی متفاوت، می‌توانند که به ادراک واحدی منجر شوند. کلیه اطلاعات فیزیولوژیک، نشان می‌دهد که یک تحرک معین همیشه فعالیت معینی در کورتکس حسی تولید می‌کند، اما واقعیت‌ها به‌طور آشکار، نشان می‌دهند که همان تحریک الزاماً ادراک معین به دنبال نمی‌آورد به عبارت دیگر یک تحریک معین می‌تواند ادراک‌های متفاوت ایجاد کند.

## اندریافت
آگاهی از معنا و اهمیت محرکی حسی، به ویژه که توسط تجربیات، دانش، افکار و هیجانات فرد، تعدیل می‌شود.

## ادراک از نظر ملاصدرا
ملاصدرا، فیلسوف ایرانی سده ۱۱ هجری، قاعده «اتحاد عقل و عاقل و معقول» را طرح کرده است. وی معتقد است در تکوین ادراک، قوه شناخت و شخص ادراک کننده (مدرِک) و موضوع ادراک‌شونده (مدرَک)، سه چیز مستقل از یک‌دیگر نیستند. در هر عمل شناخت، وجودی پدید می‌آید که در همان حال که نوعی وجود شیء ادراک شونده است در ظرف ادراک، نوعی وجود برای نفس ادراک کننده هم هست. نفس ادراک کننده این وجود را، که فعل خویش است، به وسیله قوّه فاعله ادراکی خویش آفریده است. این قوّه ادراکی، در حقیقت، خود نفس در مرتبه فعل و تأثیر است.

## فاهمه از نظر کانت
منظور از فاهمه یا ادراک از نظر کانت، درک محسوسات است. از نظر او (کانت) زمان و مکان دو عنصر نامحدود فطری انسان در شکل‌گیری مقتضیات نقش مهمی دارند؛ 
یعنی کانت معتقد است که قوانین ترافرازنده روی طبقه‌ها (طبقه مفاهیم) ناب ارسطویی تأثیر می‌گذارند و بعد هم در شرایطی که این طبقه مفاهیم ناب به وجود می‌آورند قوه خیال انسان صحنه‌هایی را بازتولید می‌کند و بعد هم توسط فاهمه انسان به ادراک حسی می‌رسد که همه این سلسله تشکیل صور مجاز توسط اصول «خرد ناب» ایجاد می‌شود و در ادامه خرد ناب مورد نقد کانت قرار می‌گیرد و او با مدارکی که ارائه می‌دهد بیان می‌دارد؛ خرد ناب دائماً در حال فریب دادن انسان می‌گردد.

## نظریهٔ بروستار
نظریهٔ بروستار (Attribution Theory) بر آن است تا روشن کند که چگونه آدمی تلاش می‌ورزد تا مایه نمود رفتارهای آشکار فردی را بر پایه عوامل درونی یا بیرونی برای خود و دیگران بازشناسی نماید. کاربرد فرایند ادراکی در رفتار سازمانی نیز در این نظریه روشن می‌شود و این نظریه پایه مهمی در ادراک رخدادهای اجتماعی و دسته‌بندی رفتار مردم به‌شمار می‌آید. این نظریه رفتار مردم را ترکیبی از نیروهای بیرونی (مانند بخت و محیط) و نیروهای درونی (مانند توانایی، کوشش و دانش) می‌داند. عوامل واقعی رفتار به اندازهٔ عوامل ادراک شده حائز اهمیت نیستند، آن‌چه آدمی هنگام مشاهدهٔ رفتار در ذهن می‌پروراند و نسبت داده رفتار به علل درونی یا بیرونی است که بسیار مهم است.